# Costarica Open
Il Costarica Open è stato un torneo di tennis facente parte del Grand Prix giocato dal 1978 al 1980 a San José in Costa Rica su campi in cemento.

## Albo d'oro

### Singolare
| Anno | Vincitore       | Finalista     | Punteggio     |
| ---- | --------------- | ------------- | ------------- |
| 1979 | Bernard Mitton  | Tom Gorman    | 6–4, 6–1, 6–3 |
| 1980 | José Luis Clerc | Jimmy Connors | 4–6, 2–6      |

### Doppio
| Anno | Vincitori                  | Finalisti                   | Punteggio     |
| ---- | -------------------------- | --------------------------- | ------------- |
| 1979 | Ion Țiriac Guillermo Vilas | Anand Amritraj Colin Dibley | 6–4, 2–6, 6–4 |
| 1980 | Álvaro Fillol Jaime Fillol | Anand Amritraj Nick Saviano | 6–2, 7–6      |